# Teretrius longulus
Teretrius longulus är en skalbaggsart som beskrevs av Lewis 1888. Teretrius longulus ingår i släktet Teretrius och familjen stumpbaggar. Inga underarter finns listade i Catalogue of Life.